# Nkongho jezik
Nkongho jezik (Kinkwa, Lekongo, gornji Mbo; ISO 639-3: nkc), sjeverozapadni bantu jezik u zoni A kojim govori 2 230 ljudi (2000) u južnom Kamerunu.
Klasificirao se podskupini Lundu-Balong (A.10)

## Vanjske poveznice
- Ethnologue 14th[neaktivna poveznica]
- Ethnologue 15th